# Syrrhizodes
Syrrhizodes là một chi bướm đêm thuộc họ Geometridae.